# 甲寅镇
甲寅镇，是中华人民共和国云南省红河哈尼族彝族自治州红河县下辖的一个乡镇级行政单位。
2015年10月27日，云南省人民政府批复同意撤销甲寅乡，设立甲寅镇。

## 行政区划
甲寅镇下辖以下地区：
甲寅村、老博村、龙美村、龙普村、他撒村和阿撒村。